# Simca 1100
 (avril 2023).
Si vous disposez d'ouvrages ou d'articles de référence ou si vous connaissez des sites web de qualité traitant du thème abordé ici, merci de compléter l'article en donnant les références utiles à sa vérifiabilité et en les liant à la section « Notes et références ».
Ne doit pas être confondu avec Simca 1000.

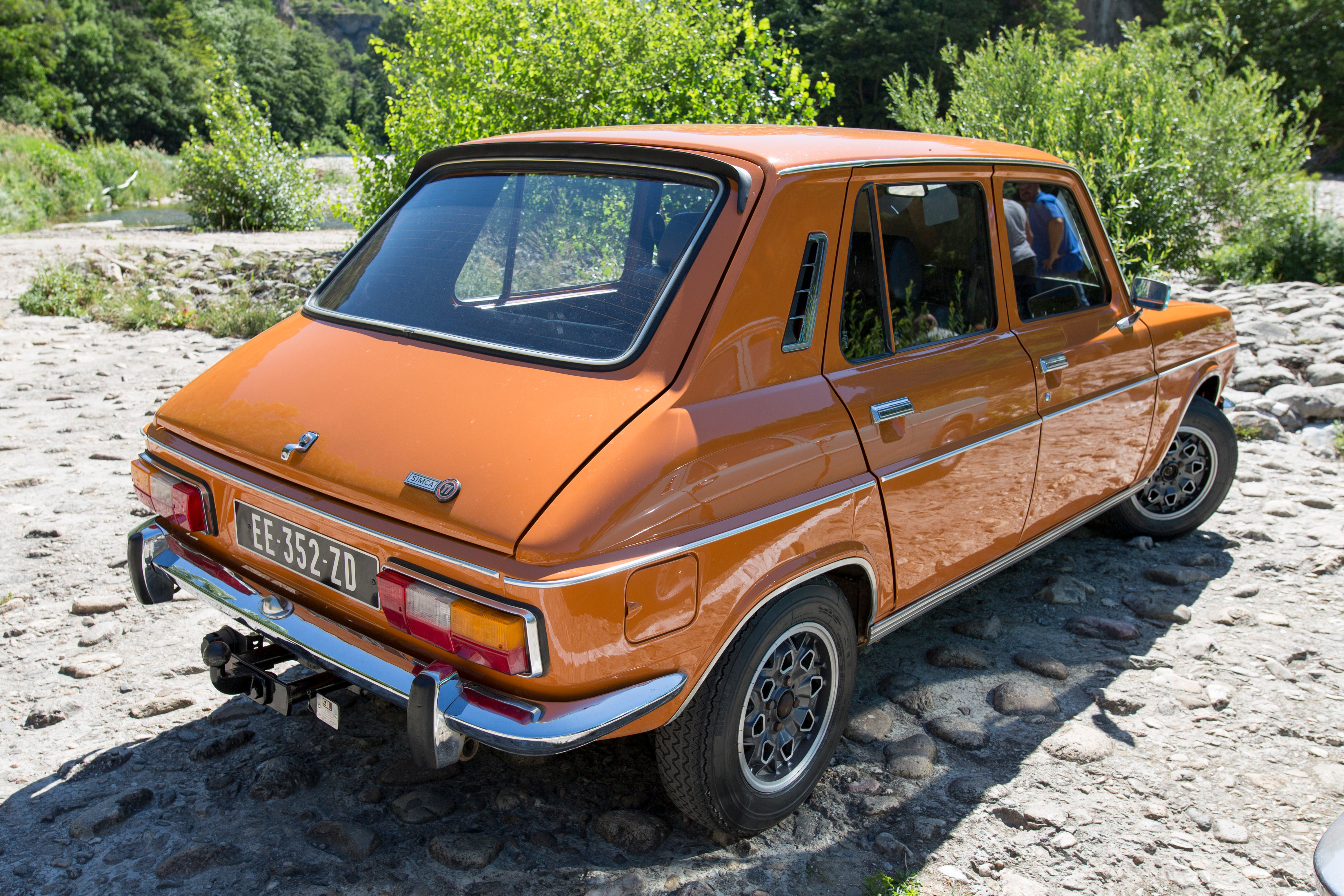
Une Simca 1100 TI

La Simca 1100, qui est la première automobile à traction de la marque Simca, fabriquée à plus de deux millions d'exemplaires entre 1967 et 1981 à Poissy, est aussi la première compacte française, suivie par la Renault 14. Voiture la plus vendue en France en 1972, elle succède à la Peugeot 204 et précède la Renault 12 au classement annuel.

## Histoire
L'histoire a retenu que la Simca 1100 est le modèle posthume du PDG historique de la marque, Henri Théodore Pigozzi, séduit, en 1963, par un projet en cours dans les bureaux d'études de Fiat à Turin, mais dont la direction italienne retardait la sortie.
L'Autobianchi Primula, lancée en 1964, inspira fortement la conception de la Simca 1100, qui deviendra l'archétype de la plupart des voitures compactes françaises actuelles. En effet, dès février 1967, elle propose la traction avant et le moteur transversal tout comme la Peugeot 204, mais celle-ci avait la boîte de vitesses sous le moteur comme les Austin et Morris Mini présentées en 1959. La Simca 1100 bénéficie aussi d'une suspension à quatre roues indépendantes couplées par barres de torsion comme les Renault 4 puis 16 mais ici, elles sont croisées pour respecter un empattement identique à droite comme à gauche. De plus, à une époque où l'offre des constructeurs français se limite généralement à une berline quatre portes et un break, la 1100 est livrable en cinq portes pour la berline à hayon, comme la Renault 16 sortie en 1965, en trois portes et en break trois portes puis, à partir les modèles 1969, cinq portes.

## Caractéristiques
La Simca 1100 (projet usine 928) a bénéficié, lors de sa conception, de choix techniques résolument modernes, alors que les dirigeants américains de Chrysler (nouvel actionnaire majoritaire de Simca depuis 1964) auraient préféré l'étude d'un véhicule plus conventionnel. Un exemplaire de présérie a été présenté à Gabriel Voisin qui montra un vif intérêt pour la nouvelle voiture.
À sa sortie, deux moteurs sont disponibles (« moteurs Poissy »), 944 cm3 de 48 ch (5 chevaux fiscaux) et un 1 118 cm3 de 60 ch (6 chevaux fiscaux). Les « moteurs Poissy » non chemisés peuvent fonctionner à l'essence sans plomb 98 RON à partir de juillet 1973.
La 1100 a été aussi produite en Espagne sous l'appellation 1200 avec des roues spécifiques. En mai 1973, Chrysler España présente sur la base de la 1200 le véhicule tout chemin Campero avec une carrosserie en matière plastique. Il est produit jusqu'à la fin des années 1970.

## Historique
La Simca 1100 a été présentée en avant première en été 1967 en Sardaigne puis au Salon de l'automobile de Paris en automne 1967.
Pour 1970, le tableau de bord à cadrans circulaires est nouveau, le break trois portes (LS) disparaît et les clignotants avant passent de l'orange au blanc jusqu'en 1974. En juin 1970, un moteur 1 204 cm3, monté sur la 1100 Spécial, sera augmenté à 1 294 cm3 sur la version Spécial pour 1972 puis sur la TI pour 1974.
Pour 1972, le hayon arrière est modifié et comporte une lunette agrandie. Pour 1975, les 1100 reçoivent une nouvelle planche de bord avec combiné agrandi, des poignées de portes extérieures encastrées, des feux arrière plus grands incluant feux de recul et de brouillard. Choc pétrolier oblige, un moteur 1 118 cm3 54 ch basse compression, acceptant l'essence ordinaire, s'ajoute à la gamme. En 1977, la plateforme de la fourgonnette 1100 VF2 sert de base à la Matra-Simca Rancho.
Début 1978, Chrysler songe au remplacement de la 1100 et lance sa « world car », la Simca Chrysler Horizon. Cependant, la production et la commercialisation de la "1100" se poursuit jusqu'à l'année-modèle 1981. Dès le transfert effectif des actifs de Chrysler à Peugeot, en juillet 1979, elle est renommée Talbot 1100.

## Modèles
- LS : 48, 54 ou 60 ch.
- LE (mars 1974) /LX (juillet 1974) : 48 ou 54 ch, bandes latérales de décoration sur LX 3 ou 5 portes.
- GL : 60 ch, baguettes latérales, joncs de gouttière, entourages de pare-brise et de lunette arrière chromés, version qui disparaît pour 1971 au profit de la LS 6 CV.
- GLS/GLX : 60 ch, sièges à dossier inclinables, montre, allume-cigarettes, faux déflecteur arrière chromé, enjoliveurs larges de bas de caisse, joncs de passage de roues et couvre-jantes chromés.
- ES (mars 1974) : 60 ch et présentation de type Spécial.
- Spécial (juin 1970) : 75 ch, 3 ou 5 portes, appui-têtes, projecteurs à iode encastrés dans la calandre et jantes à voile ajouré. Proposée initialement équipée de deux carburateurs Weber double corps (délicats à régler, notamment pour la synchronisation des ouvertures), elle fut remplacée après une légère augmentation de la cylindrée par une deuxième version à un seul carburateur. Lors de son lancement, c'était la plus rapide des berlines 7 CV.
- TI (juillet 1973) : 82 ch, 3 ou 5 portes, nouveaux sièges, volant sport, jantes en alliage léger, 6 projecteurs à iode, déflecteur aérodynamique avant et calandre noir mat.
- Commerciale tôlée (septembre 1967) puis Fourgonnette et Fourgonnette VF1.
- Fourgonnette surélevée VF2 (février 1973) et pick-up bâché VF2 (décembre 1975).
- Fourgonnette VF3 (juillet 1978) à toit rehaussé sur base VF2.

## Exportation

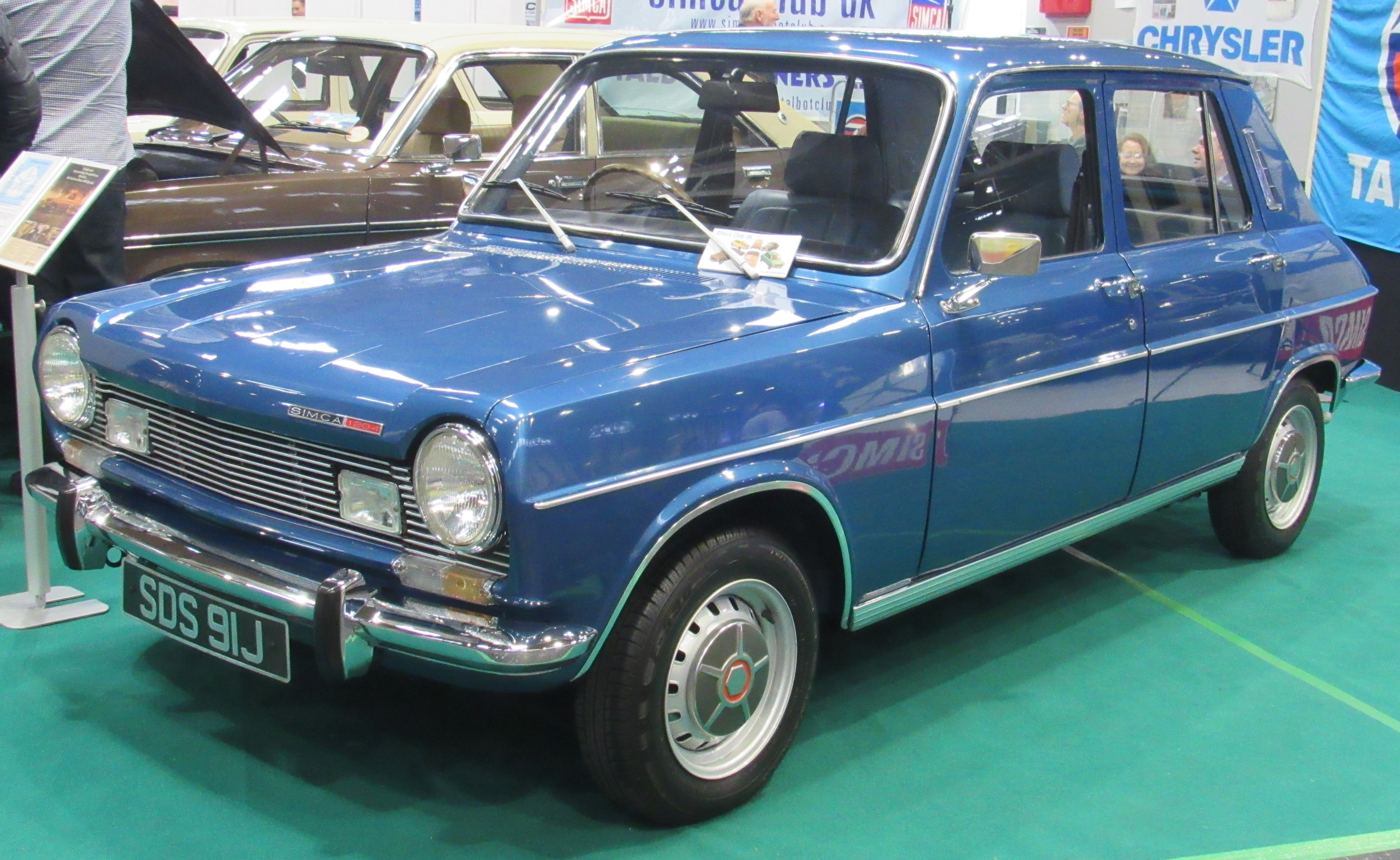
Simca 1204 présentée au NEC Classic Motor Show 2017, à Birmingham.

Une version fut vendue aux États-Unis (de 1969 à 1971), ainsi qu'au Royaume-Uni, sous le nom de Simca 1204,.
Au Royaume-Uni, les versions commerciales (VF1, VF2 et pick-up) ont été vendues sous la marque Dodge de 1976 à 1979, puis toujours en tant que véhicules Dodge, mais avec des badges Talbot de 1980 à 1982, et enfin uniquement sous l'appellation Talbot à partir de 1983.

## Assemblage à l'étranger

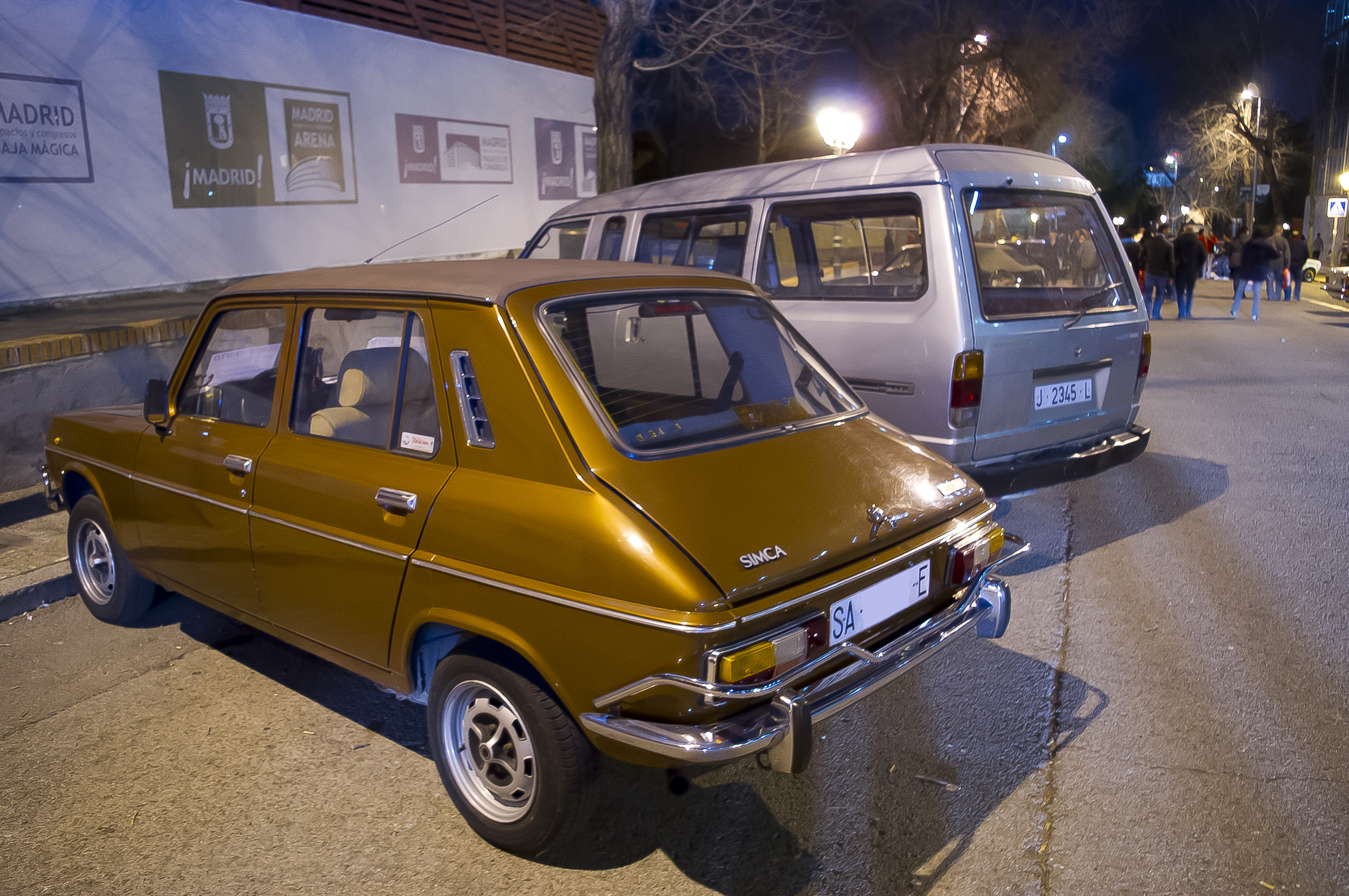
Simca 1200 espagnole.

La Simca 1100 a été produite a l'étranger :
- Espagne - dans l'ancienne usine Barreiros de Madrid. Les Simca 1100 espagnoles étaient commercialisées sous le nom de Simca 1200 et la version TI disposait d'un moteur de 1 442 cm3 développant 63 kW / 84 ch.

types de carrosserie
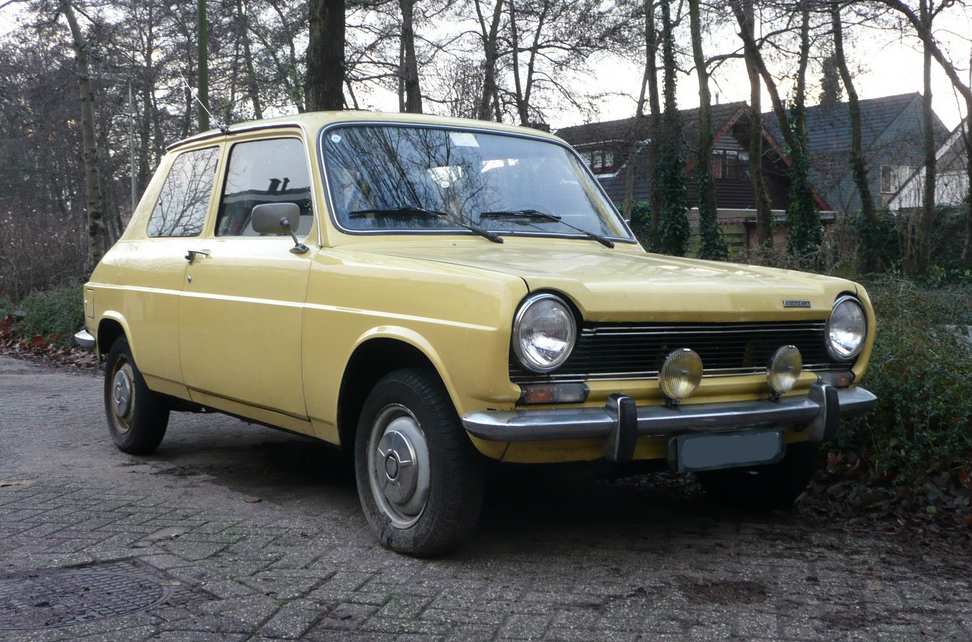
Une Simca 1100 3 portes de 1974.
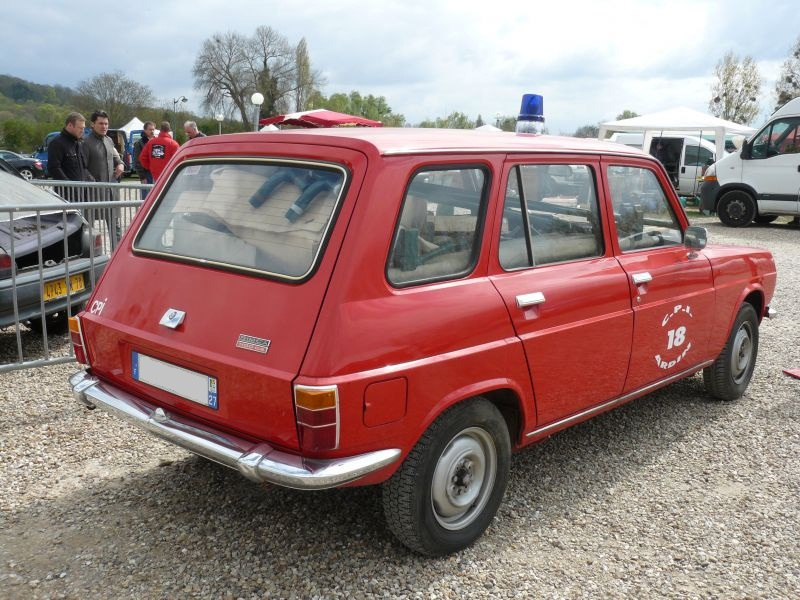
Une Simca 1100 Break.
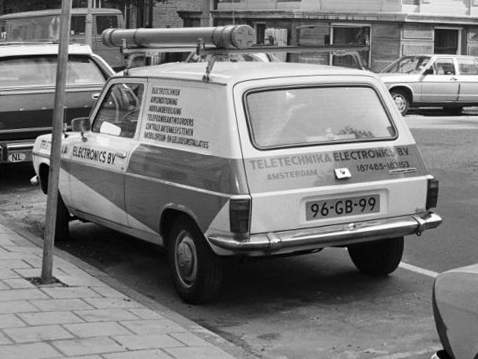
Une Simca 1100 Fourgonnette (VF1).
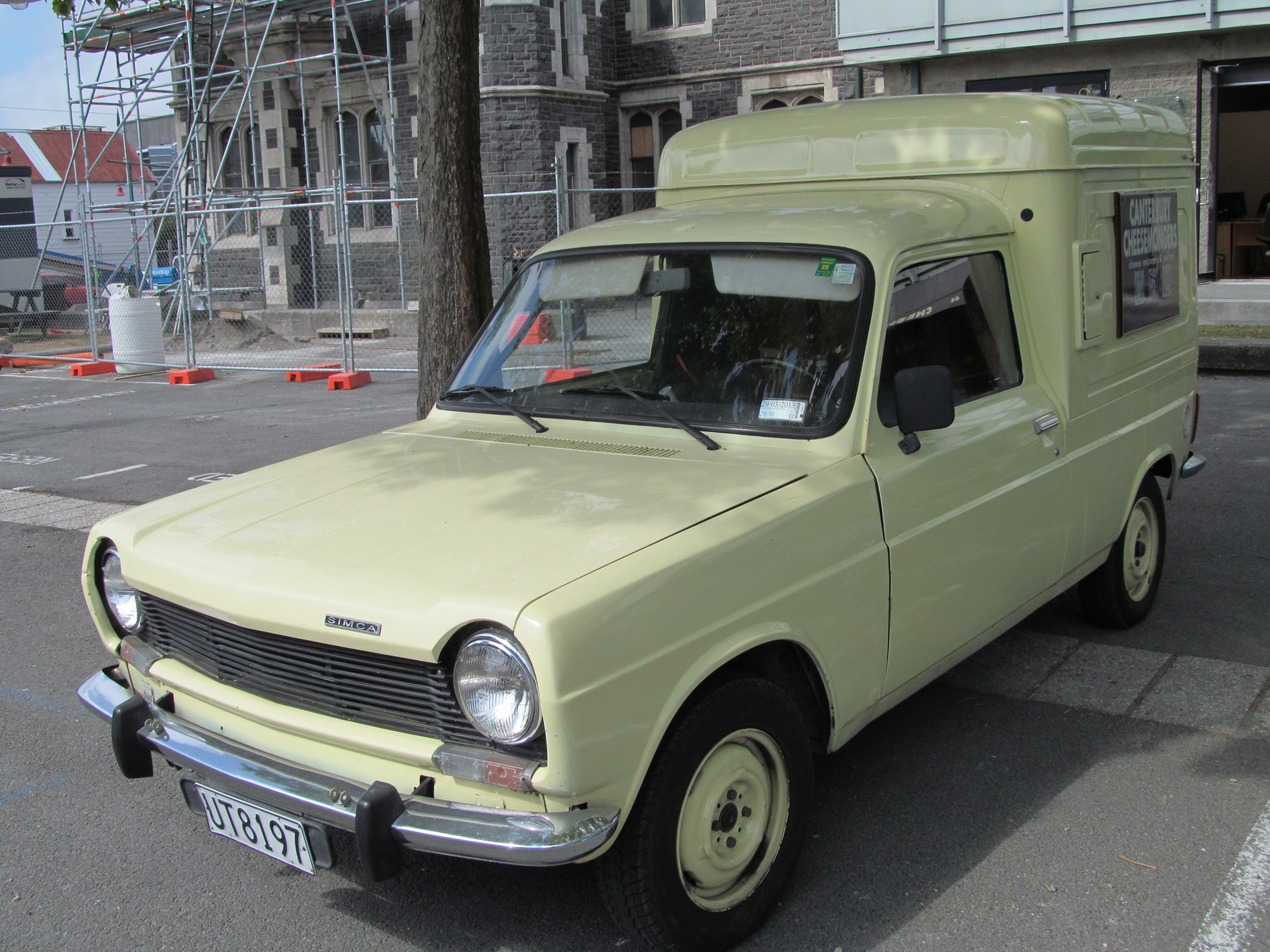
Simca 1100 Fourgonnette surélevée (VF2).